# Paul Mariner
Paul Mariner (22. května 1953, Farnworth, Spojené království – 9. července 2021) byl anglický fotbalista, který hrál na pozici středního útočníka. Zemřel 9. července 2021 ve věku 68 let na rakovinu mozku.

## Klubová kariéra
Je odchovancem Chorley FC. Od roku 1973 hrál profesionálně za Plymouth Argyle FC, jemuž pomohl v roce 1975 k postupu do druhé nejvyšší soutěže. Střelecky disponovaného hráče si povšiml trenér Bobby Robson a v roce 1976 ho přivedl do prvoligového týmu Ipswich Town FC. S Ipswichem Mariner získal v roce 1978 FA Cup a podílel se také na vítězství v Poháru UEFA 1980/81. V roce 1981 byl vybrán do ideální sestavy anglické nejvyšší soutěže. V roce 1984 odešel do londýnského Arsenalu, kde však pobýval převážně na lavičce náhradníků. Neprosadil se ani v dalším angažmá v Portsmouth FC, kariéru končil v Austrálii a USA.

## Reprezentační kariéra
Za reprezentaci Anglie odehrál ve letech 1977 až 1985 35 mezistátních utkání a vstřelil 13 branek. Startoval na mistrovství Evropy ve fotbale 1980, kde Angličané nepostoupili ze základní skupiny. V kvalifikaci na Mistrovství světa ve fotbale 1982 vstřelil jediný gól v domácím zápase s Maďarskem, kterým si Angličané zajistili postup. Na mistrovství světa ve fotbale 1982 skóroval v utkání proti Francii, které Angličané vyhráli 3:1. Jeho tým byl vyřazen ve čtvrtfinále.

## Trenérská kariéra
Jako hlavní trenér vedl týmy Plymouth Argyle a Toronto FC.